# Deni Andrun
Deni Andrun (22 giugno 1995) è un taekwondoka croato.

## Palmarès
- Europei

Kazan 2018: bronzo nei 63 kg.